# Olsen Brothers
Olsen Brothers – duński duet pop-rockowy założony w 1972 przez braci Jørgena (ur. 15 marca 1950) i Nielsa (ur. 13 kwietnia 1954) Olsenów. Zwycięzcy 45. Konkursu Piosenki Eurowizji z utworem „Fly on the Wings of Love” (2000).

## Historia zespołu
Swój pierwszy zespół bracia założyli w 1965, nosił on nazwę The Kids. Począwszy od 1971 występowali na deskach kopenhaskiego teatru Cirkusbygningen w duńskiej wersji musicalu Hair, odbyli również trasę koncertową po krajach skandynawskich.
W 1972, już pod nazwą The Olsen Brothers, wydali swój pierwszy album studyjny, zatytułowany Olsen. Pochodząca z niej piosenka „Angelina” stała się przebojem na duńskim rynku muzycznym, dochodząc do pierwszego miejsca tamtejszej listy przebojów. Sam album został wyprzedany w ponad 100 tys. nakładzie. Kolejne albumy przyniosły kolejne przeboje, takie jak: „Julie” (1977), „San Francisco” (1978), „Dans Dans Dans” (1979), „Marie, Marie” (1982) oraz „Neon Madonna” (1985).
W 2000 z piosenką „Fly on the Wings of Love” wygrali w finale 45. Konkursu Piosenki Eurowizji, zdobywszy łącznie 195 punktów. Singel z konkursowym utworem okazał się ogromnym sukcesem komercyjnym w Danii, pierwszego dnia sprzedaży zakupiło go 100 tys. mieszkańców kraju. W 2001 wystąpili gościnnie w trakcie maltańskich eliminacji eurowizyjnych oraz w finale 46. Konkursu Piosenki Eurowizji rozgrywanego w Kopenhadze, kiedy to zaprezentowali m.in. singiel „Walk Right Back”.

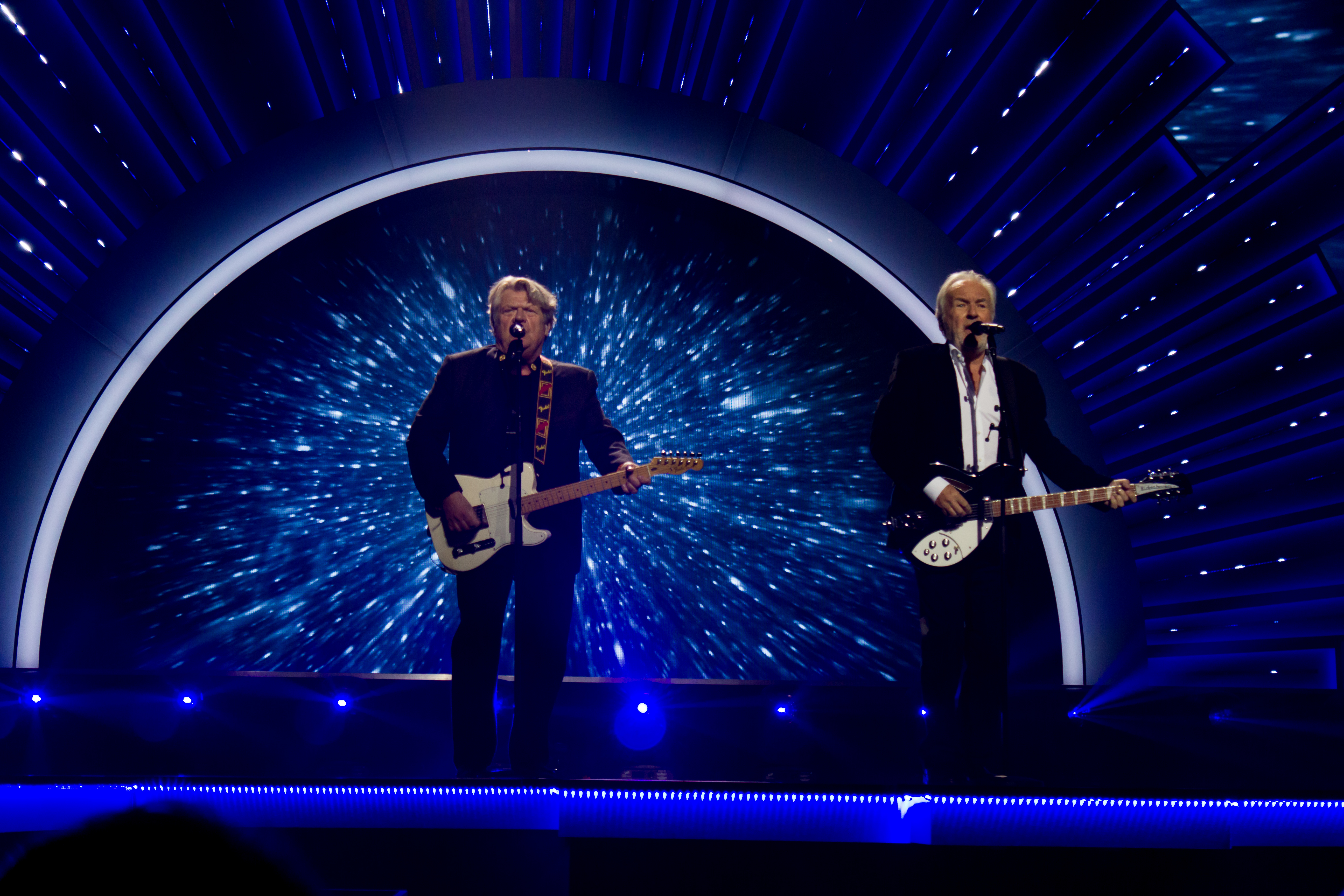
Bracia Olsenowie podczas występu w finale programu Dansk Melodi Grand Prix w Herning, 25 lutego 2017

W 2005 z piosenką „Little Yellow Radio” zgłosili się do krajowych eliminacji eurowizyjnych do 50. Konkursu Piosenki Eurowizji. W finale selekcji zajęli drugie miejsce. W lutym uświetnili występem szwedzkie eliminacje Melodifestivalen, a w październiku wystąpili z piosenką „Fly on the Wings of Love” podczas koncertu Gratulacje: 50 lat Konkursu Piosenki Eurowizji. W trakcie jubileuszowego koncertu utwór zajął szóste miejsce w plebiscycie na największy eurowizyjny przebój. 17 października wydali album pt. Celebration, który nagrali z okazji 40-lecia współpracy.
31 marca 2015 wystąpili jako jeden z gości muzycznych podczas specjalnego koncertu jubileuszowego Eurovision Song Contest’s Greatest Hits przygotowanego przez brytyjską telewizję BBC z okazji 60-lecia istnienia Konkursu Piosenki Eurowizji. W trakcie widowiska zaprezentowali utwór „Fly on the Wings of Love”.

## Dyskografia

### Albumy
- Olsen (1972)
- For What We Are (1973)
- For the Children of the World (1973)
- Back on the Tracks (1976)
- You’re the One (1977)
- San Francisco (1978)
- Dans – Dans – Dans (1979)
- Rockstalgi (1987)
- Det stille Ocean (1990)
- Greatest and Latest (1994)
- Angelina (1999)
- Fly on the Wings of Love (2000)
- Neon Madonna (2001)
- Walk Right Back (2001)
- Songs (2002)[10]
- Weil nur die Liebe zählt (2003)
- More Songs (2003)
- Our New Songs (2005)